# Bolshoye Pólpino
Bolshoye Pólpino (ruso: Большо́е По́лпино) es un asentamiento de tipo urbano de Rusia, constituido administrativamente como una pedanía del ókrug urbano de Briansk en la óblast de Briansk.
En 2021, el asentamiento tenía una población de 5859 habitantes.
Se ubica a orillas del río Snézhet, en el extremo oriental del distrito urbano de Volodarski, separado de la ciudad por la línea de ferrocarril que lleva a Kaluga.

## Historia
Se conoce la existencia del pueblo en documentos desde mediados del siglo XVIII y en su origen era un pequeño señorío perteneciente a monasterios ortodoxos de la zona. Se desarrolló desde finales del siglo XIX como consecuencia del crecimiento urbano de Briansk, por lo que en 1933 la Unión Soviética le dio el estatus de asentamiento de tipo urbano. Su territorio quedó definido en 1963 cuando, como consecuencia de la expansión urbana, se incorporaron como barrios a Bolshoye Pólpino las hasta entonces aldeas vecinas de Snezhka, Osínovaya Gorka y Zhítnaya Poliana.